# Atractaspis watsoni
Espèce
Atractaspis watsoni est une espèce de serpents de la famille des Lamprophiidae. 

## Répartition
Cette espèce se rencontre :
- au Bénin ;
- au Burkina Faso ;
- dans le Nord du Cameroun ;
- au Mali ;
- dans le sud de la Mauritanie ;
- dans le Sud du Niger ;
- dans le Nord du Nigeria ;
- en République centrafricaine ;
- au Sénégal ;
- au Tchad.

## Description
L'holotype de Atractaspis watsoni, une femelle, mesure 570 mm dont 45 mm pour la queue. Cette espèce a le corps entièrement noir. C'est un serpent venimeux.

## Étymologie
Son nom d'espèce lui a été donné en l'honneur de C. F. Watson qui a collecté l'holotype.

## Publication originale
- Boulenger 1908 : Description of three new snakes from Africa. Annals and magazine of natural history, ser. 8, vol. 2, p. 93-94 (texte intégral).